# Gaa til modstand
Gaa til modstand er en dansk dokumentarfilm fra 1945 instrueret af Eyvind Jensen.

## Handling
En film om den danske modstandsbevægelses arbejde. Man følger unge sabotørers arbejde med fremstilling af sprængladninger og anbringelse på jernbaneskinner, opsamling ved våbennedkastning samt sprængning af bygninger. En stor fabrik, der fremstiller maskindele til den tyske værnemagt, ryger i luften.